# اوتریادین گوندگما
اوتریادین گوندگما (مغولی: Отрядын Гүндэгмаа؛ زادهٔ ۲۳ مهٔ ۱۹۷۸) ورزشکار اهل مغولستان است.
وی در مسابقات کشوری و بین‌المللی در مجموع برندهٔ ۲ مدال طلا، ۶ مدال نقره، ۵ مدال برنز شده‌است.